# Táo bón

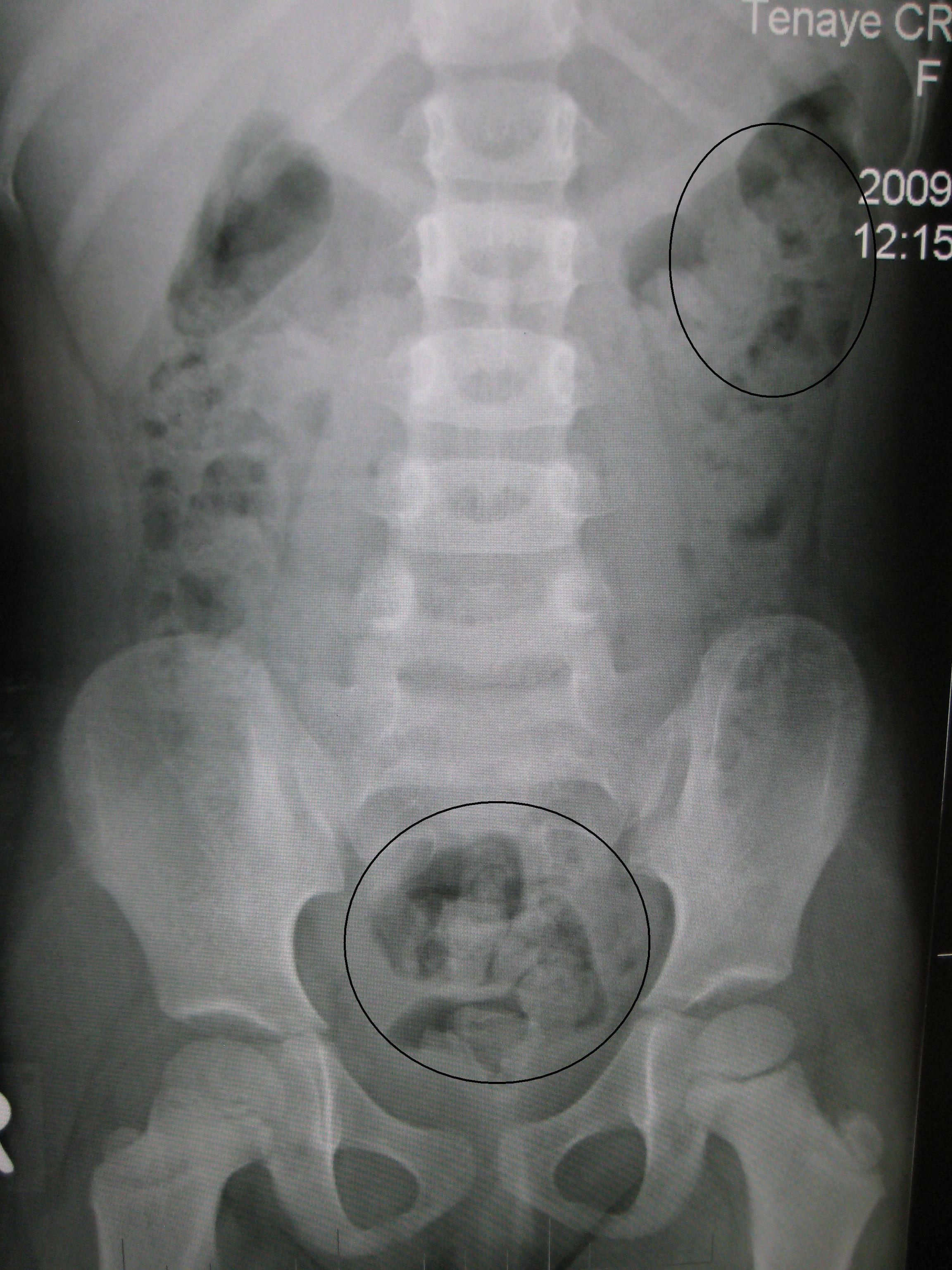
Ảnh chụp X-quang bệnh nhân táo bón với nhiều khu vực phân tích tụ và khô cứng ở trong đại tràng

Táo bón (Tiếng Anh: constipation) là trạng thái đi tiêu phân khô cứng, buồn đi mà không đi được, phải rặn mạnh, thời gian đi tiêu lâu hoặc nhiều ngày mới đi tiêu, trong điều kiện ăn uống bình thường, người bệnh có thể dễ dàng nhận ra táo bón qua các biểu hiện như ít đi cầu, đau bụng, đau đầu và đặc biệt là khó nhọc khi đi nhà xí. Bệnh táo bón trên lâm sàng thấy rất nhiều, nhất là ở người già và người béo. Táo bón lâu ngày là nguyên nhân trực tiếp dẫn đến bệnh trĩ
Ở Việt Nam, những năm gần đây, tình trạng táo bón trong giới thanh niên, đặc biệt là những người làm việc nơi công sở đang ngày càng tăng mạnh, số người bị táo bón ngày càng lớn. Nguyên nhân chủ yếu do áp lực công việc nặng nề, tâm lý căng thẳng quá mức, cộng thêm ít vận động, thể dục thể thao và phải ngồi lâu trong văn phòng.

## Triệu chứng
Triệu chứng chung của táo bón là khi quá 3 ngày chưa đại tiện hoặc đại tiện dưới 3 lần trong một tuần và có thể có từng cơn đau quặn bụng, phân rắn màu đen và hay von cục (dân dã gọi là cứt sắt), muốn đại tiện được thì phải rặn mạnh đến nỗi có lúc bật cả máu tươi, ở một số người có biểu hiện là khi đại tiện rồi mà vẫn cứ cảm giác vẫn còn phân trong ruột. Tuy chỉ là triệu chứng nhỏ không ảnh hưởng nhiều đến chất lượng cuộc sống nhưng táo bón gây nhiều phiền toái cho bệnh nhân.

## Nguyên nhân
Nguyên nhân có thể là triệu chứng khởi đầu của một bệnh lý thực thể nào đó tại đường tiêu hoá như bệnh của đại trường các bệnh toàn thân suy giáp trạng, tăng calci máu, co thắt, nhu động giảm, phình đại trường... Bệnh ngoài đường ruột như ung thư gây chèn ép... hoặc bệnh toàn thân như chức năng tuyến giáp giảm, nhiễm độc chì, suy nhược cơ thể, một số bệnh lý thần kinh như bệnh Parkinson, thần kinh tâm thần bị ức chế như lo nghĩ, tức giận, buồn phiền... tập quán sinh hoạt thiếu điều độ... Hoặc có thể do rối loạn chức năng vận chuyển của ruột.
Do thói quen ăn uống không khoa học, chế độ ăn nhiều đạm, ít chất xơ, ít vận động (thường xảy ra với người làm công tác văn phòng), ăn uống không hợp lý (thiếu chất xơ, uống ít nước làm cho phân cứng, khó thải ra ngoài), ít vận động, stress, do uống thuốc tây (một số thuốc có tác dụng phụ gây táo bón: thuốc ngủ, thuốc hạ huyết áp, thuốc chống trầm cảm, chống dị ứng, thuốc chữa dạ dày,...)
Lười đi cầu, nén hoặc nhịn việc đi cầu, do thói quen đi đại tiện không đều, bị mất ngủ, căng thẳng thần kinh, do gặp phải những vấn đề ở ruột, hoặc hút thuốc lá, uống quá nhiều trà và cà phê.
Đông y cho rằng bí đi ngoài phần nhiều do đại tràng tích nhiệt, hoặc khí trệ, hoặc lạnh ngưng lại, hoặc âm dương khí huyết suy hư, khiến cho chức năng truyền dẫn của ruột già mất điều khiển. Ngoài ra, bế tắc của phế khí cũng có thể ảnh hưởng chức năng bài phân của đại tràng, cho nên Đông y lại có phương pháp thông qua tuyên thông phế khí để chữa trị bí đi ngoài.
Đối với trẻ em, chứng táo bón ở trẻ trong độ tuổi đi học thường do chế độ ăn không đủ nước và chất xơ. Những trẻ ăn chế độ ăn đặc biệt với thức ăn nhanh – giàu chất béo (thịt rán, sữa trứng khuấy sẵn) và đường (kẹo, nước ngọt nhiều đường) có thể bị táo bón thường xuyên hơn. Ngoài ra, nứt hậu môn là một nguyên nhân phổ biến khác.

## Điều trị
Táo bón cần quyết tâm điều trị để tránh gây là phiền phức trong cuộc sống, đặc biệt chú trọng đến chế độ ăn uống và lối sống khoa học, thường xuyên vận động, tập thể dục. Đối với trẻ bị táo bón nên điều trị sớm, tránh gây biến chứng sau này. Điều trị táo bón trẻ em là một quá trình lâu dài, toàn diện, đòi hỏi sự kiên nhẫn của cha mẹ, sự phối hợp của gia đình với bác sĩ nhi khoa và bác sĩ dinh dưỡng.

### Chế độ ăn uống
- Nên ăn nhiều các thức ăn chứa nhiều chất xơ (xenlulose), như các loại rau và hoa quả tươi, các loại măng... Chất xơ không hòa tan (có trong rau cải, trái cây...) làm phân xốp, giảm rủi ro phát triển bệnh táo bón.[8] Bổ sung nhiều rau, củ quả để tăng cường chất xơ do chất xơ trong thực phẩm làm khối lượng phân tăng lên đáng kể sẽ kích thích vận động đường ruột, lại có thể bảo lưu thủy phần, tránh phân quá khô.

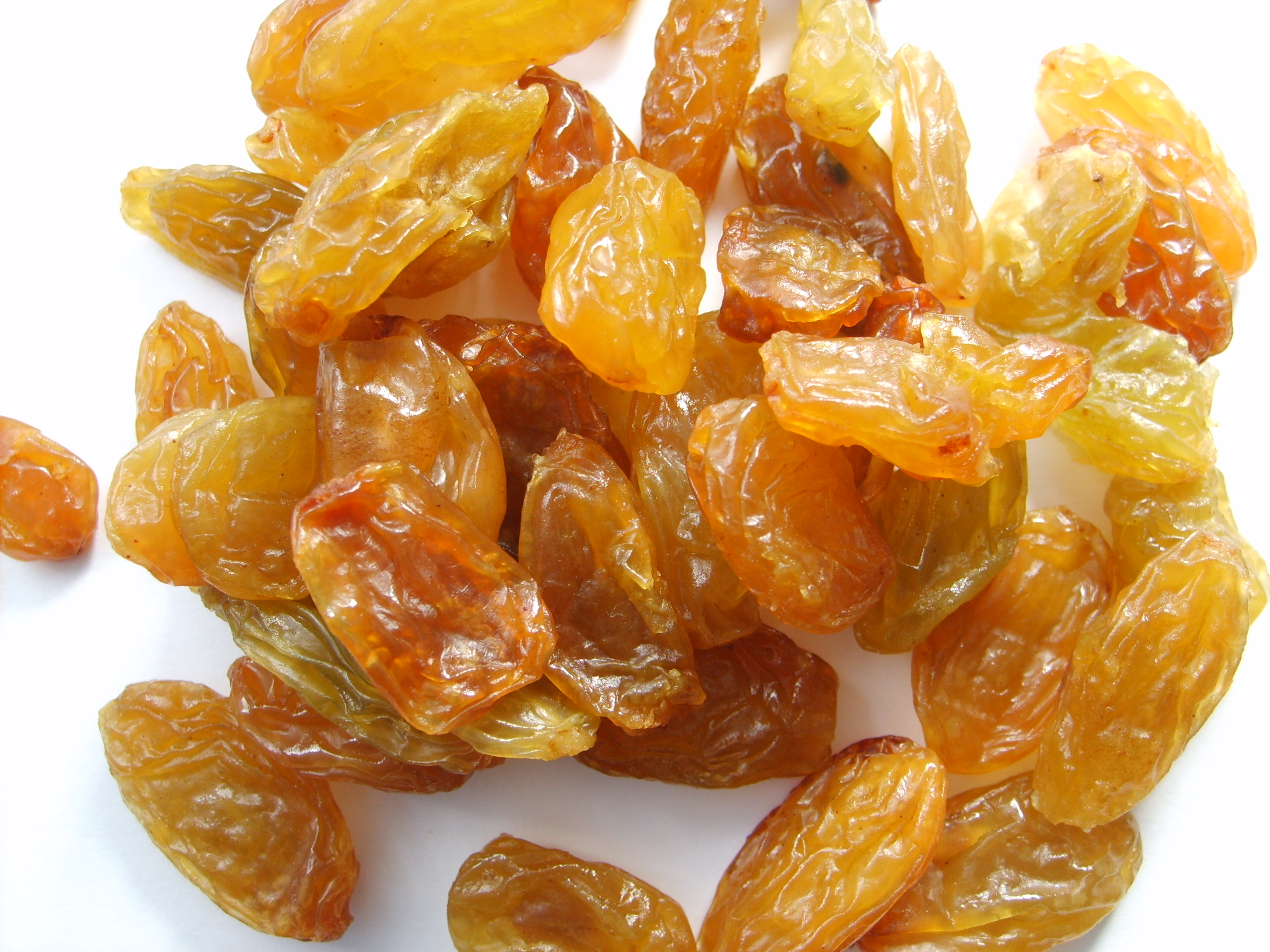
Mứt nho giúp trị táo bón

- Nên ăn nho khô là loại thực phẩm chứa nhiều chất xơ nên là món ăn công hiệu cho người bị táo bón.[9] Nho khô có thể chữa táo bón cho trẻ em bằng phương pháp ép lấy nước cốt và cho trẻ uống tốt nhất vào buổi sáng để đi tiêu dễ dàng.[10]
- Nên uống đủ nước uống 2 lít/ngày, giúp cho làm mềm phân.
- Ăn một số loại thức ăn có tác dụng nhuận tràng như mật ong, vừng, hạch đào, bơ, sữa trâu, sữa bò...
- Khi đun nấu món ăn, có thể cho tăng một chút dầu ăn, như dầu đậu, dầu hạt cải, dầu vừng, dầu lạc...
- Ăn một số thức ăn chứa vitamin nhóm B một cách thích hợp, như các loại đậu, lương thực thô, khoai lang, khoai tây, đu đủ..., để thúc đẩy nhu động ruột. Một số loại hoa quả khác như củ cải, cải thảo, bầu và giá đỗ cũng giúp trị táo bón.[4] Ngoài ra quả mơ cũng giúp trị táo bón.[11]
- Kiêng các thức ăn loại kích thích như rượu mạnh, trà đặc, cà phê, hẹ, tỏi, ớt, ít ăn các thức ăn tanh mặn vị đậm.[6]
- Uống một cốc sữa ấm trước khi đi ngủ. Điều này giúp cho cơ thể sẽ dễ dàng bài tiết ra những chất cặn bã để tiết ra bên ngoài vào sáng hôm sau. Trong trường hợp bị táo bón nặng, hãy hoà thêm 2 thìa cà phê thầu dầu vào trong cốc sữa.
- Uống 1 lít nứơc ấm và đi bộ khoảng vài phút ngay lập tức sau khi thức dậy vào buổi sáng. Mỗi ngày vào buổi sáng sớm khi tỉnh dậy, uống một cốc nước ấm lúc bụng đói.[2]
- Uống nước chanh pha lẫn với nước ấm từ 2 - 3 lần/ngày. Ngoài ra nên ăn những loại thực phẩm dễ tiêu hoá.
- Ăn chuối tiêu một quả mỗi ngày ăn một lần.
- Chỉ ăn khi đói, không nên ăn thành nhiều bữa và mỗi bữa ăn nên cách nhau 4 tiếng. Không nên ăn quá nhiều loại thức ăn trong một bữa ăn.[5]
- Nên hạn chế và tránh ăn những đồ ăn khô như đậu tương, lạc...

### Chế độ sinh hoạt
- Luyện tập đều đặn. Việc luyện tập chính là phương thuốc hữu hiệu giúp phòng ngừa và điều trị bệnh táo bón.
- Ngủ đủ giấc. Thiếu ngủ cũng chính là một trong số những thủ phạm gây nên căn bệnh táo bón. Chính vì thế nếu không muốn bị chứng táo bón hoành hành mỗi ngày cần ngủ đủ giấc trong vòng khoảng 8 tiếng/ngày.[1]
- Cần chú ý đi đại tiện kịp thời, không nên nhịn lâu để đề phòng táo bón.

### Dùng thuốc
Các thuốc điều trị táo bón được chia ra các loại sau:
- Thuốc trị táo bón tạo khối (igol, metamucil),
- Thuốc trị táo bón thẩm thấu (sorbitol, forlax, lactitol): chứa các muối vô cơ, đường. Khi uống vào, thuốc giữ nước trong lòng ruột giúp thải phân ra ngoài dễ dàng hơn.
- Các thuốc làm mềm phân (docusat) giúp nước thấm vào khối phân, làm phân mềm và dễ di chuyển hơn
- Các thuốc bôi trơn (norgalax, microlax) dùng bơm hậu môn.
- Thuốc trị táo bón kích thích (bisacodyl, cascara), tác động trực tiếp lên thần kinh chức năng vận động bài tiết của ruột, gây co bóp các cơ thành ruột tạo nhu động ruột đẩy phân ra ngoài.

Tuy nhiên, không nên sử dụng bất kỳ một loại thuốc chữa táo bón nào kéo dài quá 8 - 10 ngày, các thuốc trên có nhiều tác dụng phụ, dùng lâu có thể gây biến chứng cho đường ruột, có hại cho gan, thận và đặc biệt nó không giải quyết được gốc rễ của bệnh.
Hiện nay có thể kết hợp phương pháp ăn uống và sử dụng các sản phẩm hỗ trợ để điều trị táo bón, đặc biệt cho bệnh nhân mắc táo bón mạn tính (mắc đi mắc lại nhiều lần): Người bệnh vẫn cần phải có chế độ ăn uống đảm bảo đủ nước và đủ chất xơ, tập luyện vận động hàng ngày. Ngoài ra, kết hợp sản phẩm hỗ trợ giúp cải thiện hệ vi sinh vật có lợi trong đường ruột, kích thích miễn dịch hệ tiêu hóa, các yếu tố khác nhằm ổn định hệ tiêu hóa, bên cạnh việc bổ sung các chất xơ tự nhiên - inulin. Đảm bảo các yếu tố trên thì hạn chế được khả năng mắc táo bón trở lại.